# Spirit of Burgas

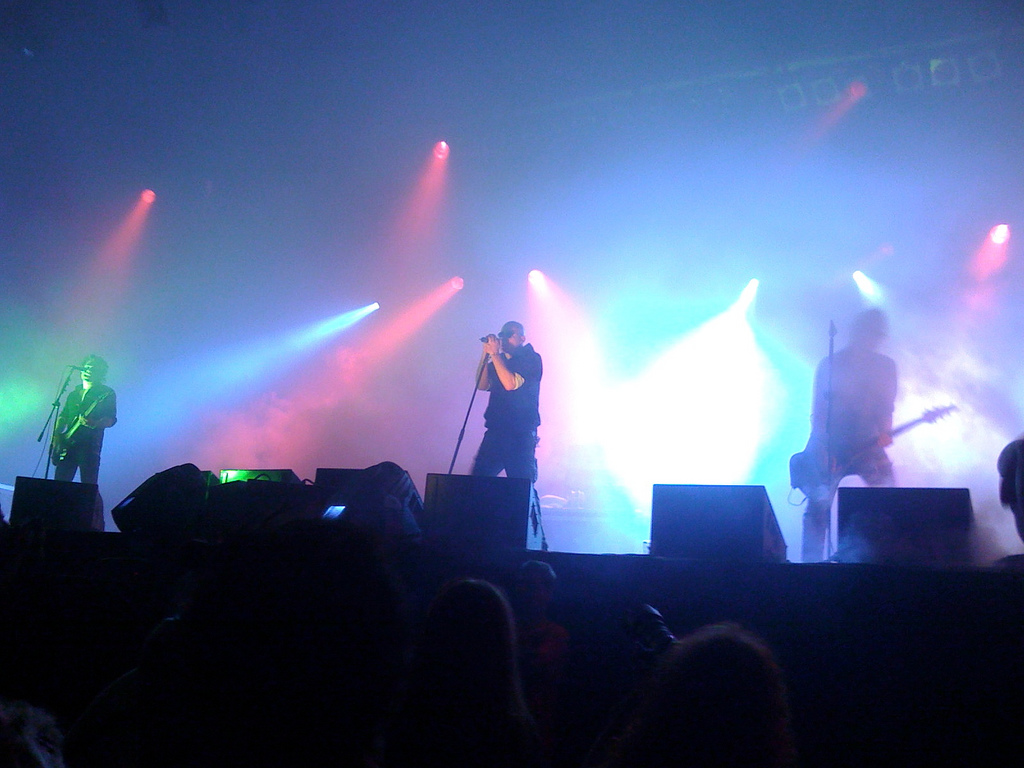
The Sisters of Mercy bei ihren Auftritt im Sommer 2008

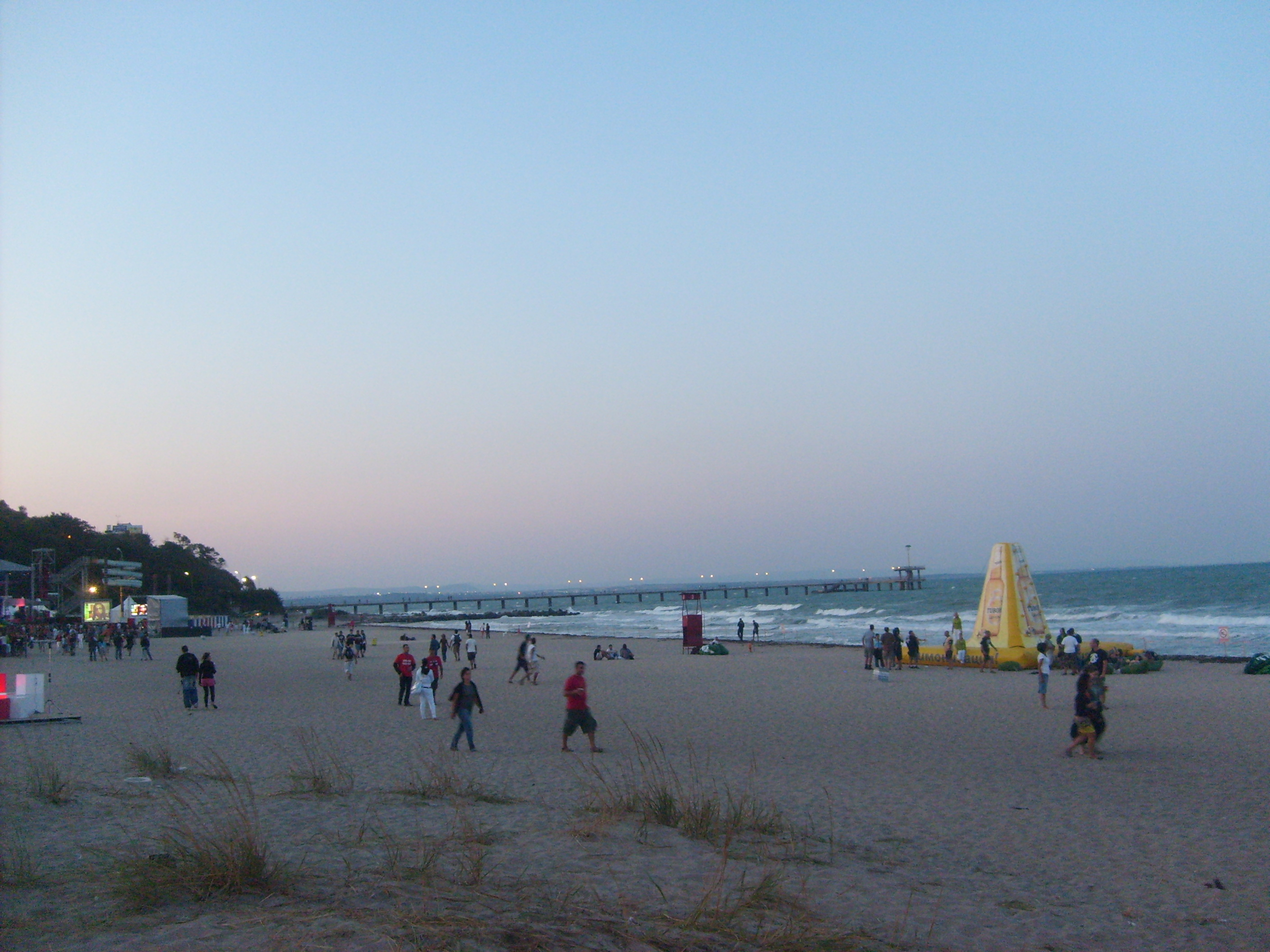
Teil des Festivalgeländes (2009)

Spirit of Burgas war ein jährliches Sommer-Musikfestival in der Stadt Burgas, die an der Schwarzmeerküste Bulgariens liegt. Das Musikfestival ist für internationale und bulgarische Musik konzipiert und ist das einzige seiner Art in Bulgarien.
Die erste Auflage des Festivals fand vom 15. bis 17. August 2008 mit der Unterstützung von MTV Europe statt. Dabei traten Künstler wie The Sisters of Mercy, Hot Club de Paris (15. August), Asian Dub Foundation, Pharoahe Monch und Upsurt (16. August), Cradle of Filth, Kosheen und Bonobo auf der großen Bühne auf. Neben der großen Bühne gab es noch weitere für Dance-, Rock- und Latin-Musik sowie eine DJ-Bühne, wo weitere bekannte und aufstrebende Künstler gleichermaßen auftraten. Zu den bekanntesten Künstlern, die außerhalb der großen Bühne auftraten, zählten Chris Liebing, Andy Cato von Groove Armada, King Roc von Ministry of Sound, Pendulum, Wickeda und Deep Zone Project.
Die zweite Ausgabe des Spirit of Burgas fand vom 14. bis 16. August 2009 statt. Während der drei Tage traten auf der Hauptbühne  Faith No More, Fun Lovin’ Criminals, The Crystal Method, Clawfinger, Dreadzone, LTJ Bukem, DePhazz, Sub Focus, Alexander Kowalski, Speedy J, Mario Ranieri sowie die aufstrebende australischen Alternative-Rock-Band The Monicans auf. Im Rahmen eines Projekts des holländischen Kultusministerium traten mehr als 100 holländische DJ-s auf einer einzigen Bühne auf.
2009 wurde zum ersten Mal eine Jazz- und Blues-Bühne und eine Camping-Zone für 1000 Besucherzelte aufgestellt.
Die dritte Ausgabe fand vom 13. bis 15. August 2010 statt. In dieser Zeit traten auf der Hauptsbühne The Prodigy, Gorillaz, Apollo 440, Serj Tankian, H.M.S.U DJS, Grandmaster Flash, Solardip, DJ Shadow, UNKLE und Andy C feat. MC GQ auf. Eine Teilnahme von Everlast sagte der Musiker im letzten Moment wegen Erkrankung ab.
2011 fand die vierte Ausgabe vom 12. bis 14. August unter anderem mit Moby, Skunk Anansie und Deftones statt.
Im 2012 gaben die Veranstalter einige der Teilnehmer für den Spirit of Burgas 2012 bekannt. So werden während der fünften Ausgabe vom 3. bis 5. August unter anderem KORN, Tinie Tempah, Busta Rhymes, Armin van Buuren, Mark Knight, Chase & Status, Richie Hawtin und Dubfire teilnehmen.
Das Festival-Gelände befindet sich im südlichen Teil des zentralen Stadtstrandes in Burgas sowie des Meeresgartens nahe dem Hafeneingang. An der Durchführung von Spirit of Burgas sind neben MTV Europe noch Tuborg, A1 Bulgaria, Jack Daniel’s, Jacobs, DSK Bank und weitere Partner und Sponsoren beteiligt.